# 奧拉德馬里夫
35°52′20″N 3°00′38″E / 35.87222°N 3.01056°E

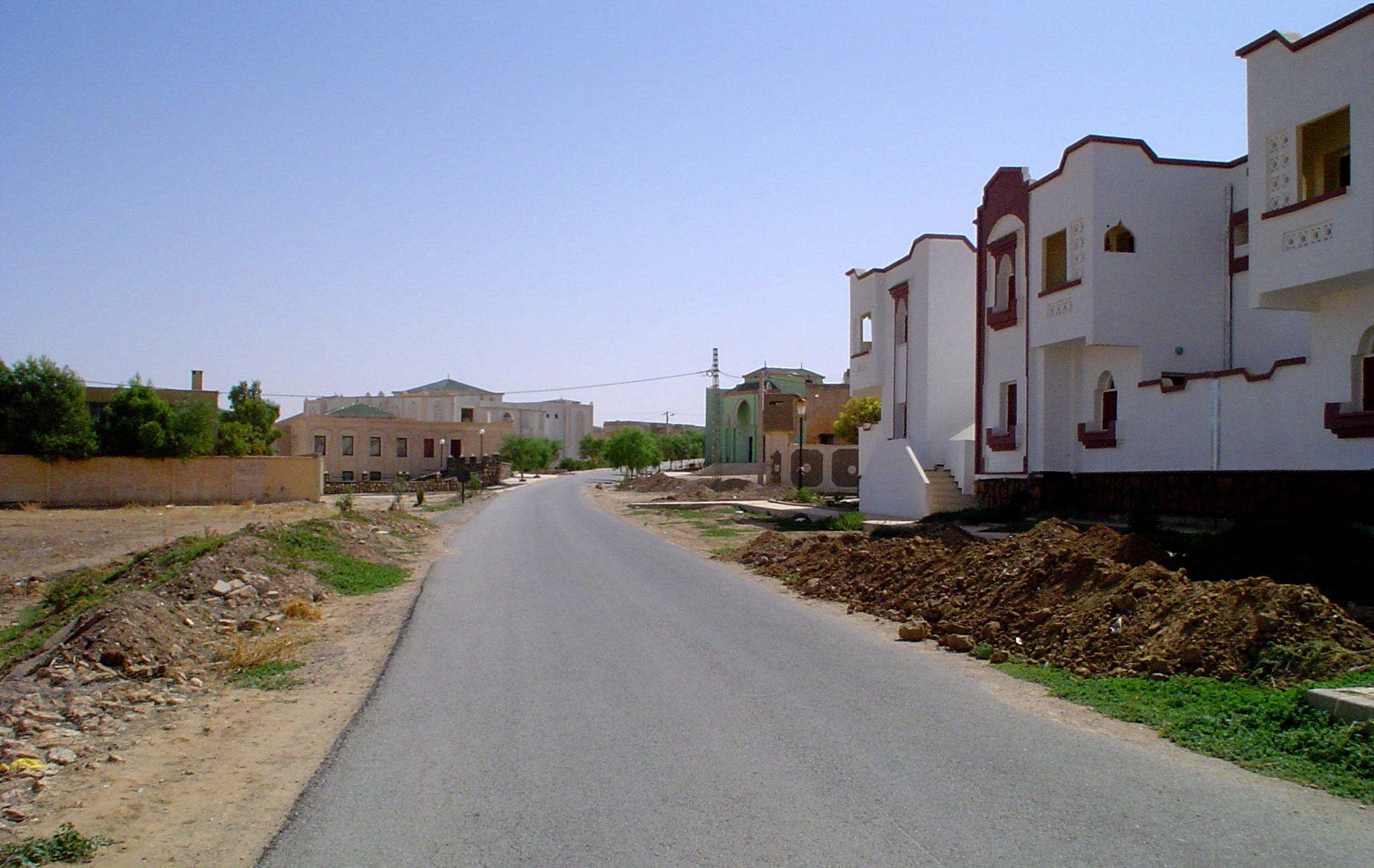
奧拉德馬里夫

奧拉德馬里夫（阿拉伯语：‎），是阿爾及利亞的城鎮，位於該國北部麥迪亞省，由艾因布西夫區負責管轄，面積192平方公里，2008年人口9,287，人口密度每平方公里48人。